# Chernovskiia macrocera
Chernovskiia macrocera är en tvåvingeart som beskrevs av Ole Anton Saether 1977. Chernovskiia macrocera ingår i släktet Chernovskiia och familjen fjädermyggor. Inga underarter finns listade i Catalogue of Life.